# Canthocamptus laciniatus
Canthocamptus laciniatus is een eenoogkreeftjessoort uit de familie van de Canthocamptidae. De wetenschappelijke naam van de soort is voor het eerst geldig gepubliceerd in 1911 door Douwe.